# Carello (azienda)
La Carello S.p.A. è stata un'azienda centenaria italiana produttrice di fari e fanali per autoveicoli e mezzi vari di trasporto, conosciuta anche come Fausto Carello SpA.

## Storia
L'azienda fu fondata nel 1876 a Torino da Pietro e Fedele Carello e iniziò la sua attività, all'epoca, con la fabbricazione di lampade a olio per le diligenze, le carrozze a cavallo e quelle ferroviarie. Con l'avvento dei veicoli a motore alla fine del XIX secolo la società si dedicò agli impianti di illuminazione per tali mezzi, diventando uno dei leader del settore.
Fino alla prima guerra mondiale, Carello fornì principalmente i suoi prodotti solo ai costruttori italiani. Si registra anche una fornitura di proiettori per la Joseph Lucas di Birmingham in UK, primo contratto significativo di esportazione della Società.
Nel 1953 iniziò anche la produzione nel Nuovo grande stabilimento a Mirafiori (Torino) dei filtri motore Olio ed Aria su licenza del leader mondiale americano FRAM Corporation.
La grande ascesa del marchio, che lo fece conoscere al grande pubblico negli anni '60 ( tanto che nel 1968 fu festeggiata la produzione del Milionesimo Fendinebbia) avvenne anche con la sua grande supremazia nella produzione di fari supplementari per auto da rally. Tra i più noti vi fu il famoso faro denominato "Carello Megalux" installato sulle Lancia e Fiat 131 Campioni del Mondo.
Vittorie sportive vennero anche dalle vittorie Ferrari alle 24 H di Le Mans e Daytona (USA): le Ferrari Sport Prototipo montavano proiettori speciali Carello.
Nel 1985 l'azienda contava circa 2.000 dipendenti in Italia, con un fatturato che superava i 105 miliardi di lire (al cambio del 2010 pari a circa 120 milioni di euro), fornendo i suoi prodotti in particolare alla Ford ed alla General Motors per auto prodotte negli stabilimenti Europei ed Americani dei 2 costruttori in Germania, Spagna, Inghilterra e USA.
Nel 1986 la Carello acquista la divisione fari e fanali dal gruppo inglese Lucas chiamandola Carello Lighting, che impiegava 1500 dipendenti a Birmingham UK. Con questa acquisizione i dipendenti Carello nel Mondo diventarono più di 3000.
Nello stesso anno Adalberto Carello, ultimo familiare Presidente della Società Fausto Carello SpA, viene nominato Cavaliere del Lavoro dal Presidente della Repubblica Francesco Cossiga.
Nel 1988 la società fu acquistata dall'italiana Magneti Marelli che la integrò negli anni 90 in Automotive Lighting, la divisione specializzata in impianti e sistemi di illuminazione per autoveicoli. Per diversi anni il Marchio Carello continuò a venire utilizzato sui proiettori forniti alle varie case automobilistiche.
La figlia di uno dei fondatori, Enrica Carello, era la madre di Mike Bongiorno.